# Minoru Takeuchi
Minoru Takeuchi (竹内実), né en 1923 en Chine et mort le 30 juillet 2013, est chercheur de littérature chinoise et société chinoise, professeur honoraire de l'Université de Kyōto et ancien professeur de l'Université de Ritsumeikan.
Il fait son service militaire au Japon. Après la guerre il a étudié la littérature chinoise à la faculté de lettres de l’Université de Kyoto puis étudia à l’Université de Tokyo.
Il est le principal représentant de recherche chinois au Japon. Il a étudié la Chine, ajoutant le point de vue de la littérature, la pensée et l’histoire.

## Prix et distinctions
- Prix de la culture asiatique de Fukuoka (1992)